# 狂気のスラッシュ感染
『狂気のスラッシュ感染』（きょうきのスラッシュかんせん、原題：Spreading the Disease）は、アメリカ合衆国のヘヴィメタル・バンド、アンスラックスが1985年に発表した2作目のスタジオ・アルバム。

## 背景
バンドはEP「アームド・アンド・デンジャラス」より、ジョーイ・ベラドナ（ボーカル）とフランク・ベロ（ベース）を迎えた新体制となった。収録曲「A.I.R.」のタイトルは「Adolescence in Red」の略である。なお、スコット・イアンとチャーリー・ベナンテは、本作のギター・トラックの録音終了後、ビリー・ミラノ（後にM.O.D.を結成）、ダン・リルカ（アンスラックスのオリジナル・ベーシスト）と共にサイド・プロジェクト「ストームトゥルーパーズ・オブ・デス」を結成した。

## 反響・評価
アメリカではバンド初のBillboard 200入りを果たし、1986年3月29日付のチャートで最高113位を記録した。
増田勇一は『BURRN!』誌1986年2月号のレヴュー（当時は日本盤が発売されておらず「輸入盤アルバム」の枠内で紹介）で91点を付け「彼らはいわゆるスラッシュ・メタルと、メイデンのような典型的HMのちょうど中間に位置しているのだろう」「ヴォーカリストに恵まれている分だけ、案外メタリカよりも受け入れられ易いのではないか?」と評している。また、スティーヴ・ヒューイはオールミュージックにおいて5点満点中4点を付け、ジョーイ・ベラドナのボーカルに関して「ハードコア的なシャウトと、驚くほど豊かなメロディの両方をこなしている」と評している。

## 収録曲
特記なき楽曲はアンスラックス作。
1. A.I.R. "A.I.R." – 5:45
2. ローン・ジャスティス "Lone Justice" – 4:37
3. マッドハウス "Madhouse" – 4:19
4. S.S.C./スタンド・オア・フォール "S.S.C. / Stand or Fall" – 4:07
5. エネミー "The Enemy" – 5:25
6. アフターショック "Aftershock" – 4:28
7. アームド・アンド・デンジャラス "Armed and Dangerous" (Anthrax, Neil Turbin, Dan Lilker) – 5:43
8. メデューサ "Medusa" (Anthrax, Jon Zazula) – 4:44
9. ガング・ホー "Gung Ho" (Anthrax, N. Turbin, D. Lilker) – 4:36

### デラックス・エディション盤ボーナス・トラック
1. メデューサ（ジョーイ・ベラドナ・デモ） "Medusa (Joey Belladonna Demo)" (Anthrax, J. Zazula) – 4:47

### デラックス・エディション盤ボーナス・ディスク
1. - 8.は1987年3月の中野サンプラザ公演におけるライヴ録音、9.以降は1984年録音のリズム・トラック・デモである。
1. A.I.R. "A.I.R. (Live)" – 6:21
2. メタル・スラッシング・マッド "Metal Thrashing Mad (Live)" – 2:48
3. エネミー "The Enemy (Live)" – 6:11
4. マッドハウス "Madhouse (Live)" – 3:57
5. ハウリング・フューリーズ "Howling Furies (Live)" – 4:02
6. アームド・アンド・デンジャラス "Armed and Dangerous (Live)" – 4:31
7. ガング・ホー "Gung-Ho (Live)" – 4:24
8. ソルジャーズ・オブ・メタル "Soldiers of Metal (Live)" – 2:57
9. ローン・ジャスティス "Lone Justice" – 4:40
10. ガング・ホー "Gung-Ho" – 4:24
11. メタル・スラッシング・マッド "Metal Thrashing Mad" – 2:45
12. レイズ・ヘル "Raise Hell" – 3:57
13. スタンド・オア・フォール "Stand or Fall" – 3:43
14. アフターショック "Aftershock" – 4:32
15. アームド・アンド・デンジャラス "Armed and Dangerous" – 5:46
16. マッドハウス "Madhouse" – 4:09
17. エネミー "The Enemy" – 5:29

## 参加ミュージシャン
- ジョーイ・ベラドナ - ボーカル
- スコット・イアン - ギター
- ダン・スピッツ - ギター
- フランク・ベロ - ベース
- チャーリー・ベナンテ - ドラムス